# Синдром Стендаля

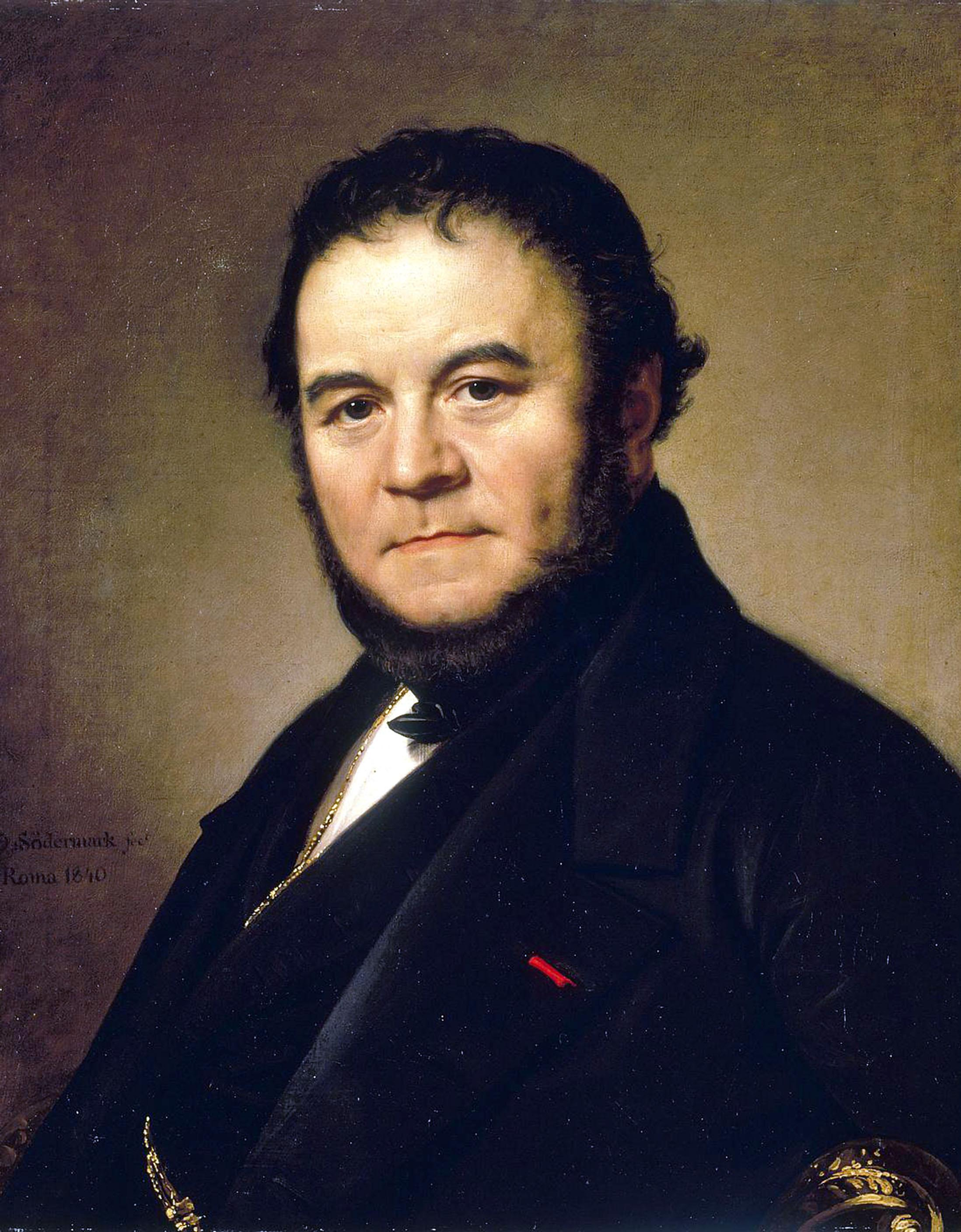
Синдром Стендаля назвали на честь Анрі-Марі Бейля (23 січня 1783 — 23 березня 1842), який яскраво описав його прояви.

Синдро́м Стенда́ля — психосоматичний, скоріше психопатологічний розлад, при якому вплив, який чиниться творами мистецтва на психіку людини, виражається у певних фізіологічних змінах. Типові ознаки — прискорене серцебиття, запаморочення, можлива втрата свідомості і навіть галюцинації. З'являються вони в той момент, коли людина знаходиться під впливом творів мистецтва. Саме тому найчастіше синдром Стендаля проявляється під час перебування в картинних галереях, в музеях, на виставках — тобто там, де зосереджено відразу багато творів мистецтва. Однак прояви може спричинити і надмірна краса природи: вид чудового пейзажу або природного явища, тварини або неймовірно прекрасної людини.

## Етимологія
Синдром отримав свою назву від псевдоніму відомого французького письменника XIX століття Стендаля (справжнє ім'я письменника — Анрі-Марі Бейль). У своїй книзі «Неаполь і Флоренція: подорож з Мілана в Реджіо» він описав свої відчуття під час відвідин церкви Святого Хреста у Флоренції в 1817 році:
Коли я виходив з церкви Святого Хреста, у мене пришвидшилось серцебиття, мені здалося, що вичерпалося джерело життя, я йшов, боячись впасти на землю…
Я бачив шедеври мистецтва, породжені енергією пристрасті, після чого все стало безглуздим, маленьким, обмеженим, як тоді, коли вітер пристрастей перестає надимати вітрила, які штовхають вперед людську душу, тоді вона стає позбавленою пристрастей, а значить, вад і чеснот

## Прояви
Незважаючи на безліч описів нападів у людей, що відвідували флорентійську галерею Уффіці, синдром був описаний лише в 1979 році італійським психіатром Граціеллою Маґеріні, яка дослідила та описала більше 100 однакових випадків серед туристів у Флоренції. У своїй книзі вона класифікувала випадки за їх походженням:
- туристи з Північної Америки та Азії не схильні до цього синдрому, оскільки це не пов'язано з їх культурою;
- італійські туристи також мають імунітет, оскільки знаходяться в цій атмосфері з самого народження;
- серед інших туристів, найбільш схильні до синдрому самотні люди з класичною або релігійною освітою, незалежно від статі.

Вперше про такий синдром сповістили 1982 року.
Найчастіше криза наступає під час візиту в один з 50 музеїв Флоренції, колиски Відродження. Раптово відвідувач опиняється вражений глибиною почуттів, які художник вклав у свій твір. При цьому він надзвичайно гостро сприймає всі емоції. Реакції жертв синдрому різні — аж до істерії або спроб зруйнувати картину. Незважаючи на відносну рідкість синдрому, охоронців музеїв Флоренції вчать, як поводитися з жертвами синдрому.
Термін часто використовують для опису реакції слухачів на музику періоду романтизму.